# Кусида (река)
Кусида (яп. 櫛田川 кусидагава) — река в Японии на острове Хонсю. Протекает по территории префектуры Миэ.
Длина реки составляет 87 км, на территории её бассейна (436 км²) проживает около 170 тыс. человек. Согласно японской классификации, Кусида является рекой первого класса.
Исток реки находится под горой Таками (高見山, высотой 1249 м), на границе префектур Миэ и Нара. Кусида течёт на восток по равнине Исе. У Хода (город Мацусака) в реку впадает река Сана (佐奈川), после чего от неё отделяется рукав Хараи (яп. 祓川). Оба рукава впадают в залив Исе Тихого океана.
Около 63 % бассейна реки занимает природная растительность, около 31 % — сельскохозяйственные земли, около 6 % застроено.
Среднегодовая норма осадков в верховьях реки составляет около 2500 мм в год.
В XX и XXI веках крупнейшие наводнения происходили в 1959, 1982, 1990, 1994 и 2004 годах. Во время наводнения 1959 года 16 человек погибло или пропало без вести, 3814 домов было полностью затоплено.